# Кривелли, Энцо
Энцо Вито Габриэль Кривелли (фр. Enzo Vito Gabriel Crivelli; родился 6 февраля 1995 года в Руане, Франция) — французский футболист, нападающий клуба «Серветт».

## Клубная карьера
Кривелли — воспитанник клуба «Бордо». 26 января 2014 года в матче против «Сент-Этьена» он дебютировал в Лиге 1, заменив Абду Траоре в конце второго тайма. 16 мая 2015 года в поединке против марсельского «Олимпика» Энцо забил свой первый гол за жирондистов. В мае того же года он подписал в клубом свой первый профессиональный контракт. 27 августа в отборочном матче Лиги Европы против казахстанского «Кайрата» Кривелли забил гол.
Летом 2016 года Кривелли на правах аренды перешёл в «Бастию». 12 августа в матче против «Пари Сен-Жермен» он дебютировал за новую команду. 20 августа в поединке против «Лорьяна» Энцо сделал «дубль», забив свои первые голы за «Бастию».
27 июня 2017 года Кривелли перешёл в «Анже», подписав контракт на четыре года. 12 августа в матче против «Амьена» он дебютировал за новую команду. В этом же поединке Энцо забил свой первый гол за «Анже». В начале 2018 года для получения игровой практики Кривелли на правах аренды перешёл в «Кан». 14 января в матче против «Лиона» он дебютировал за новую команду. 17 февраля в поединке против «Ренна» Энцо забил свой первый гол за «Кан».

## Международная карьера
В 2015 году в составе молодёжной сборной Франции Кривелли принял участие на Турнире в Тулоне.